# A spanyol–amerikai háborúban szolgáló nővérek emlékműve
A spanyol–amerikai háborúban szolgáló nővérek emlékműve ( Spanish-American War Nurses Memorial) az Arlingtoni Nemzeti Temetőben áll.

## Az emlékmű
1899-ben megalakult Spanyol–Amerikai Háborús Ápolónők Társasága (Society of Spanish-American War Nurses), amely célul tűzte ki az elhunyt nővérek előtt tisztelgő emlékmű felállítását. 1901-ben Elihu Root hadügyminiszter még nem támogatta a tervet, és a szükséges forrás összegyűjtése is lassan haladt. Végül 1905-ben a barre-i Barclay Brothers Granite Company vállalta az emlékmű elkészítését.
Az emlékmű egy vermonti gránittömb, amelyre a társaság jelképét, a máltai keresztet és pálmaágakat faragtak. A kőtömb 1,8 méter széles, 2,1 méter magas. 1905. május 2-án leplezték le. Sok nővért, aki a háborúban szerzett betegségébe halt bele, az emlékműnek helyet adó 21-es parcellában temettek el. Itt áll a Nővér emlékmű is.

## Történelmi háttér
Az 1898-as spanyol–amerikai háború volt az Amerikai Egyesült Államok első fegyveres konfliktusa, amelyben az ápolónők szervezetten, a katonai kórházakban teljességgel elfogadva szolgáltak. A hadsereggel szerződésben álló 1536 ápolónő közül 76 Kubában, 30 a Fülöp-szigeteken, 9 Puerto Rico szigetén, 6 Honoluluban, 8 a USS Relief kórházhajó fedélzetén dolgozott, a többiek az államok egészségügyi intézményeiben gondozták a sebesülteket.
A nővérek közül egy sem esett el harci tevékenység következtében, de 153-an vesztették életüket különböző betegségekben, elsősorban tífuszban és sárgalázban a háború során. Köztük volt Clara Maass, aki önként vállalta, hogy részt vesz a sárgaláz gyógyításáért folytatott kísérletekben. A spanyol–amerikai háborúban a nővérek egyenruhában, 14 órás szolgálatot adva kötözték a sebesülteket, osztottak gyógyszert és élelmiszert, takarították a sátrakat és épületeket. Több helyen nem volt elegendő ápolónő, így nem egy nővér addig dolgozott, amíg a betegség le nem döntötte a lábáról. A fizetésük havi 30 dollár, ingyen étkezés és vonatjegy volt.